# La Baie de l'Estaque vue de l'est
La Baie de l'Estaque vue de l'est est un tableau du peintre français Paul Cézanne réalisé vers 1878-1882. Cette huile sur toile est un paysage qui représente une baie de la mer Méditerranée depuis L'Estaque, un quartier de Marseille. Depuis un don anonyme en 1969, l'œuvre est conservée à la Memorial Art Gallery de Rochester, dans l'État de New York, aux États-Unis.